# Невинная ложь (фильм, 1995)
«Невинная ложь» (англ. Innocent Lies) — вольная киноэкранизация детективного романа «Час ноль» Агаты Кристи.

## Сюжет
В 1938 году британский полицейский едет во Францию, чтобы расследовать смерть одного из своих коллег. Он становится объектом интереса со стороны семейства богатых британцев, которые живут в роскоши на французском морском курорте, и которые были в значительной степени связаны с его мертвым коллегой. Вскоре он обнаруживает ряд темных секретов, которые семья пыталась скрыть.

## В ролях
- Стивен Дорфф — Джереми Грэйвз
- Габриэль Анвар — Селия Грэйвз
- Эдриан Дунбар — Алан Кросс
- Софи Обри — Соланж Монтфорт
- Джоанна Ламли — леди Хелена Грейвз[2]
- Кира Найтли — юная Селия Грэйвз
- Мельвиль Пупо — Луи Бернар